# Dimma (skivbolag)
Dimma är ett svenskt skivbolag med säte i Uppsala. Bolaget är inriktat mot att ge ut folkmusik.

## Artister
- Ahlberg, Ek & Roswall
- Anna Pálína
- Bjäran
- Bowing 9
- Bridget Marsden
- Draupner
- Guðrún Gunnars
- Kapten Bölja
- Kongero
- Lars Anders Johansson
- Lyy
- Marin/Marin
- Nordic
- Roger Tallroth
- Silfver
- Storis & Limpan Band
- Stormsteg
- Ulrika Bodén

### Fotnoter
1. ↑  ”Dimma”. Allabolag.se. http://www.allabolag.se/7696167365/Dimma_Sweden_ek_for. Läst 26 augusti 2012.